# Vök

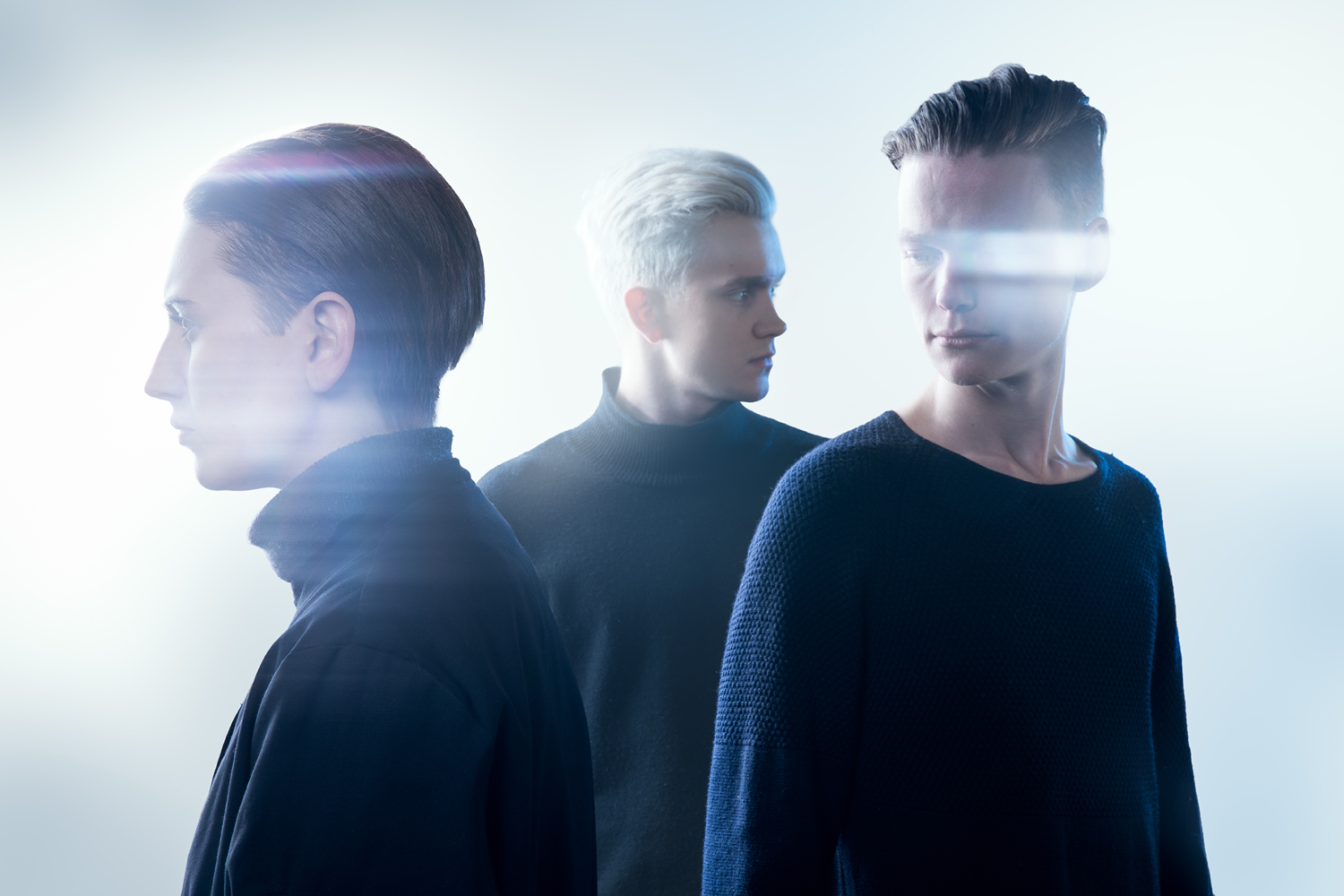
I Vök in una immagine promozionale del 2015

I Vök sono un gruppo musicale dream pop/indie pop islandese formatosi nel 2013.

## Storia del gruppo
Il gruppo si è costituito grazie all'incontro tra la cantante e chitarrista Margrét Rán Magnúsdóttir e il sassofonista Andri Már Enoksson, reclutando in seguito il chitarrista Ólafur Alexander Ólafsson e il batterista Einar Hrafn Stefánsson. Nel 2013 la band vinse il Músíktilraunir, una competizione musicale annuale islandese.
Agli inizi del 2018 Ólafsson ha abbandonato la formazione, venendo rimpiazzato da Guðrún Veturliðadóttir; nello stesso anno, tuttavia, Veturliðadóttir ha lasciato i Vök insieme a Enoksson. Rimasto un duo, Magnúsdóttir e Stefánsson si sono trovati a comporre materiale per il secondo album in studio In the Dark, pubblicato nel corso del 2019 dopo aver integrato in formazione il batterista Bergur Einar Dagbjartsson, portando quindi Stefánsson a ricoprire i ruoli di chitarrista e bassista.

## Formazione
Attuale
- Margrét Rán Magnúsdóttir – voce, tastiera, chitarra (2013-presente)
- Einar Hrafn Stefánsson – batteria (2013-2019), chitarra, basso (2018-presente)
- Bergur Einar Dagbjartsson – batteria (2019-presente)

Ex componenti
- Ólafur Alexander Ólafsson – chitarra, basso (2013-2018)
- Guðrún Veturliðadóttir – chitarra, basso (2018)
- Andri Már Enoksson – sassofono, sintetizzatore (2013-2018)

Turnisti
- Jón Valur – batteria (2014-2015)

## Discografia

### Album in studio
- 2017 – Figure
- 2019 – In the Dark
- 2022 – Vök

### EP
- 2013 – Tension
- 2015 – Circles
- 2021 – Feeding on a Tragedy

### Singoli
- 2016 – Waiting
- 2017 – Show Me
- 2017 – Polar
- 2020 – Higher (con i GusGus)
- 2021 – Lost in the Weekend
- 2021 – Skin
- 2021 – No Coffee at the Funeral
- 2022 – Stadium
- 2022 – Lose Control
- 2022 – Miss Confidence
- 2022 – Illuminating
- 2022 – Headlights